# Condado de Taitung

Localização em Taiwan

Condado de Taitung (chinês: 台東縣 or 臺東縣, pinyin: Táidōng Xiàn) é o terceiro maior condado de Taiwan, localizado na costa oriental da ilha Formosa.
O território de Taitung abrange 3.515 quilômetros quadrados, sendo o terceiro maior condado do país, depois de Hualien e Nantou. O litoral de Taitung tem 231 km de extensão e uma população de 231.863 habitantes. Sua capital é a cidade de Taitung.